# MR.BRAIN
『MR.BRAIN』（ミスター ブレイン）は、2009年5月23日から7月11日まで毎週土曜日19:56 - 20:54に、TBS系「土曜20時」枠で放送されたテレビドラマ。主演は木村拓哉。
初回は通常より108分スペシャルとして50分枠拡大の21:44まで、最終回は78分スペシャルとして20分枠拡大の21:14まで放送。2024年現在、木村がTBSで主演を務めた連続ドラマのうち、金曜ドラマおよび日曜劇場以外の枠のドラマは今作品のみである。

## 概要
不慮の事故が原因で右脳が発達した、警察庁科学警察研究所(IPS)に所属する元ホストの脳科学者・九十九龍介（つくも りゅうすけ）が、脳科学者としての類いまれな才能と彼独自の脳科学的アプローチによって難事件を解決していく本格ミステリー。
作品の性質上、脳科学に関する情報が語られることもあり、また九十九が脳に関する説明をする際は、登場人物がデフォルメされたアニメーションが挿入されるのも特徴である。内容で語られている脳についての解説やそれに伴う症状の描かれ方などには、偏りや誤り、仮説に過ぎないとされている物などがあり、実例とは必ずしも一致するものではない。
『MR.BRAIN』の放送期間、木村拓哉が爆笑問題とともに前番組のキズナ食堂のエンディング部分に出演し、最後に「真実が知りたい方はこの後、チャンネルはそのまま『MR.BRAIN』は60秒後」と言ってコマーシャルに移行する。なお、この手法は、『MR.BRAIN』最終話の放送日（7月11日）でも行われ、木村拓哉を前に太田が最終回を3つ予想したが、その中の1つは見事に正解だったため、放送時には太田の正解にモザイクがかけられていた。
神田純一役の設楽統が、夏目光男役を演じる田中裕二がパーソナリティを務めるTBSラジオの番組『JUNK爆笑問題カーボーイ』（2009年6月9日放送回）にゲスト出演した際に、田中の相方である太田光に「（ドラマの中で）『JUNK』リスナーにわかるようにサインくださいよ」と提案される。ドラマの6月20日放送回（EPISODE 5）において設楽は右足を上げて両手を広げおどけるポーズ、田中は人差し指と親指で作った輪を両目に持ってきた直後に、両手の人差し指を前方に差し出すポーズを見せた。いずれも太田がよくバラエティ番組で見せているポーズである。
イギリスの日本語衛星放送Japan Satellite TVでも2010年1月26日から放送された。
このドラマで科学警察研究所の外観として使われているのは神田外語大学の7号館である。JR東日本企画のロケーションサービスによって、上野駅16、17番線ホームが撮影に利用された。

## 作品の中の神経神話について
このドラマはフィクションである（番組の最後にも「このドラマはフィクションです。」と表記してある。）。九十九のキャラクター造形に使用されている「右脳・左脳」論は、経済協力開発機構（OECD）の報告書『Understanding the Brain: The Birth of a Learning Science』（ISBN 9789264029125）によると「神経神話」であると報告しており、第1話で九十九が発言した「人間の脳はまだ5%しか使ってない」という説明も、同様な「神経神話」（脳科学の成果に基づいているようでありながら、科学的根拠は証明されていないこと）であると報告している。

## 登場人物

### 科学警察研究所（通称：科警研）
九十九 龍介 (つくも りゅうすけ)
演 - 木村拓哉
本作品の主人公。かつてはNo.3のホスト（源氏名：大斗〈ヤマト〉）だったが、5年前に事故で瀕死の重傷を負ったことで右脳が急激に発達。その後自分の身に起きた変化を調べるために脳科学の研究を始め、脳科学者へ転身。優れた能力を科警研に買われて脳科学を担当する。独自の視点と脳科学に基づく知識で、様々な難事件を解決する。
端整な顔立ちだが、ホストのころから空気が読めないマイペースな性格で、周囲を振り回す変人。他人の神経を逆撫でする言動も多く、相手を怒らせてしまうこともしばしばある。甲高い声で笑う癖がある。
初対面の相手に名前を名乗る時は必ず「漢数字の『九十九』と書いて、つくもと言います」と前置きしている。
不可解な事象に興味を持って事件に首を突っ込む探究心を持ち、おかしいと感じることは納得するまで調べるタイプで、その言動ゆえ当初は白い目で見られていたが、やがて周囲を感化させていく。
事故の影響で女性の好みも変わり、美人よりいわゆる不細工な女性に惹かれているが、「なぜ昔好きなタイプだったのか知りたい」という理由でアグネス・ラムの写真集を持っている。六三四（ムサシ）というスナネズミを飼っており、外出時にはポケットに入れて連れ出す。
脳の栄養補給のためにバナナをよく食べており、林田や丹原からしばしば差し入れされる。理由は本人によると「脳のエネルギー源として手っ取り早いのは糖分」とのこと。物を指し示す時、緑のレーザーポインターをよく使用する。
終盤自身の論文がアメリカで認められ、最終回では瀬田や小島の勧めで渡米する。後に搭乗した飛行機でハイジャック事件に巻き込まれるが、犯人の嘘を見破り、彼が持っていた爆弾のスイッチを押すという茶目っ気を披露した。
由里 和音
演 - 綾瀬はるか
本作品のヒロイン。脳科学担当で九十九の助手。
大学では薬物学を専攻し、科警研に就職して化学に配属されたが、九十九の赴任により、不本意ながらも脳科学に異動。九十九に一目惚れするが、彼の変人ぶりや言動に戸惑いつつ、助手としての自覚を持ち九十九をサポートしていく。
単純な性格で九十九に実験台扱いされていいように翻弄されたり同僚たちにもいじられたりしているが、最終回では爆弾処理を行い、予想外の行動をとった九十九を叱責するなど成長が伺われたことで九十九から「あなたは信頼できる最高の助手」と評された。
船木 淳平
演 - 平泉成
画像解析担当主任。
防犯カメラなどの画像を鮮明に復元する研究を行っているが、実験がうまくいかず、ノイローゼ気味。徹夜続きの生活から、研究所で禁止されている飲食（主に栄養ドリンクを飲んでいる）をすることが多く、そのことを佐々から注意されることも多い。
神田 純一
演 - 設楽統（バナナマン）
音声分析担当。
犯人の声や反響音などの音から犯人像や現場の状況を再現する研究を行う。科警研の研究員で唯一白衣を着用していない。科警研に入所するきっかけとなるほどの暗号好きでもある。
掃除のお姉さんに好意を抱き、音楽鑑賞に誘うなどのアプローチをするものの、その想いは彼女に全く伝わっていない。最終回終盤では直接告白するが、その後どうなったのかは不明。
浪越 克己
演 - 井坂俊哉
行動科学担当。自信が無く、気弱な言動が目立つ。
かつてはプロファイリング担当の刑事だったが、ある事件で間違ったプロファイリングをしたことで現場指揮が怖くなり科警研に異動した。
第5話で佐々に松下議員殺害事件の捜査チームのリーダーに指名される。その気弱さからリーダーに九十九を推してしまうが、彼に投げかけられた言葉がきっかけで気弱さから脱却を図るようになる。
岩淵 潔
演 - 林泰文
交通科学担当。
渋滞解消や交通事故防止など、道路交通に関する研究を行っており、都内各地にある、Nシステムと呼ばれる信号機に設置した小型カメラで交通状況を観察しているが、これが捜査で役立つ時がある。
夏目 光男
演 - 田中裕二（爆笑問題）
化学担当主任。和音の元上司。爆発物や化学兵器の成分分析を行っている。七三分けと小柄な体格が特徴。
海外の捜査機関でテロを防止した実績があるが、それを鼻にかけている上に嫌味な性格もあり、周囲から疎まれている。
当初は、九十九のことを冷ややかに見ていたが、最終回では彼に感化されたのか、バナナをほおばりながら新人研究者に睨みをきかせるようになる。
難波 丈太郎
演 - トータス松本（ウルフルズ）
生物学担当。生態認証を研究。数々の迷宮入り事件を解決した実績を持つ、科警研のエース的存在。
冷めた性格で、事件に首を突っ込む九十九の行動を否定的に見ながらも、密かに脅威を抱いていたが、次第に感化されていくようになる。実は科学捜査に対して熱い感情を持っており、精神鑑定を科学と認めていない。
大内 浩一
演 - 山崎樹範
生物学担当で難波の部下。
初対面の相手から採取した毛髪の遺伝子を調べて自分との相性を判断する趣味を持つ。九十九の言動に腹を立て、殴りつけようとした難波を抑え、そのとばっちりを受けて殴られてしまったことも。
マリコ
演 - SHIHO
科警研の喫茶室で働いている美女。
九十九に興味がある。和音の相談にも乗ってあげている。
掃除のおねえさん
演 - 木下優樹菜
本名不明。科警研の清掃担当。ヤンキー口調で非常に気が強くはっきりと物を言う性格。
神田から好意を寄せられているが彼のアプローチを煙たがっている。最初は九十九が自分に好意を抱いていると勘違いしていた（九十九のことはタイプではない様子）。一度九十九が構築している理論外の行動を取って九十九を困惑させたことがある。
佐々 未春
演 - 大地真央
法科学部長。理論的かつ折り目正しい人物で、科警研のリーダー的存在。
九十九の才能を見初めて、スカウトするが、彼の型破りな言動に普段の冷静さを忘れてがなり立ててしまうことも。
瀬田 逸平
演 - 小林克也
科警研所長。警察庁との行政・予算面での折衝を担う。九十九の経歴を知って彼を科警研に呼び、終盤ではアメリカに行くように勧めた人物。

### 警視庁
林田 虎之助
演 - 水嶋ヒロ
警視庁刑事部捜査第一課に所属する若手刑事。階級は警部補。年齢は28歳。素直で正義感が強いお人好しだが小心者で、現場で起きる不可解なことに怯えることも。苗字の読み方は「はやしだ」だが、九十九からは音読みで「リンダくん」とも呼ばれている。九十九の能力を目の当たりにして以降、九十九のことを尊敬している。最終回では逃げ遅れた警察官をかばい、爆発に巻き込まれて重傷を負ってしまうが、持ち前の正義感で事件解決の糸口を掴む活躍を見せた。九十九の影響を多く受けた人物であり、ラストでは、犯人相手に顔を近づけたり甲高い声で笑うなど、九十九を真似た態度を見せた。
丹原 朋実
演 - 香川照之
警視庁刑事部捜査第一課に所属する刑事で、林田の上司。階級は警部。短気で怒りっぽい性格で口も手も早い。捜査では自らの刑事の勘を信用している。林田とは異なり、不可解な事件に首を突っ込む九十九を快く思っておらず邪険に接しているが、九十九と関わるうちに、実力を認め合うようになる。

### 複数話出演
武井 公平
演 - 市川海老蔵（第1話・第7-8話）
警視庁組織対策四課の刑事。階級は警部。暴力団とも繋がっているようで、実際に暴力団から金を受け取ってもいる。
産業開発省の役人殺害事件では暴力団が絡んでいることを知りながら、丹原ら捜査陣の動向を探っているなど事件に関係している素振りも見せており、事件解決後は九十九に目をつけられる。
小島 秀樹
演 - 杉本哲太（第1話・第3話・第7-8話）
帝王大学病院・脳外科。九十九の担当主治医。事故の影響で変化が生じたことに怯えていた九十九を励ました。後に脳に障害を負った後藤めぐみの治療を担当する。最終話では「脳科学が進んでいるアメリカなら、あなたの脳についてより詳しくわかる」と九十九のアメリカ行きを勧めた。
刑事
演 - 川村陽介（第2話より登場）
鑑識
演 - 尾上寛之（第2話より登場）
上記2名は九十九が関わることになる事件を担当する。
警視庁管理官
演 - 奥田達士（第3話より登場）
九十九が関わることになる事件の指揮を執っている。

### ゲスト

#### 第1話
女の客
演 - 戸田恵子
九十九が勤めていたホストクラブの客。空気を読めない九十九にあきれていた。
女
演 - 広末涼子
ホスト時代の九十九が事故に遭う前に出会った女性。交際していた男が自分と同じタイプの1歳だけ若い女性を「中古品より新品がいい」とばかりに選んで振ったことで失意の底にいたが、偶然出会った九十九に励まされた。
船田 勉
演 - ユースケ・サンタマリア
警視庁・警備部一課。爆破事件の現場にいた九十九を爆弾を仕掛けた犯人だとして検挙したが、逆に自身の犯行であることが九十九によって暴かれた。
土井 健三
演 - 高嶋政伸
産業開発省・土木開発局長。年齢は46歳。埼玉県出身、東京大学経済学部卒。殺された2人の産業開発省の役人と共に談合撤廃に尽力してきたとされ、警察からは次の犯行のターゲットと目される。
土田 吾一
演 - 志賀廣太郎
土田建設社長。産業開発省の役人を殺害した容疑者とされるが、犯行時には警官を殴って拘置所にいた。自分は壁を抜けられると主張する。土井らが進める談合撤廃の煽りで会社が倒産寸前に追い込まれている。年齢は60歳（1948年11月23日生まれ）。東京都台東区出身、葛飾区立石在住。
中野 修三
演 - 沼崎悠
産業開発省・事務次官。1人目の被害者。年齢は52歳。
本間 英介
演 - 町田幸夫
産業開発省・総合企画局長。2人目の被害者。年齢は59歳。
小峰 和彦
演 - 津田寛治
土井の秘書。土井の家で土井の妻と共に殺害された。
ヤクザの男
演 - 阿部亮平
武井と繋がっており、すれ違いざまに武井に現金の入った封筒を渡した。

#### 第2話
竹神 貞次郎
演 - Gackt（現：GACKT）
死刑囚。3年前（2006年）に4人の人間を殺害し、その死体の一部を食べるという凶行に及び、逮捕後も自分の指を食べた快楽殺人者。後藤を殺した事件で逮捕された後、精神鑑定で「責任能力あり」とされたため2007年11月3日に死刑判決を受け、その半年後の2008年5月15日に死刑が執行された。しかし、死刑執行の瞬間まで全く更生せず、津村たちに向かって「甦って、お前たちの肉を食べに行く」と発した。ネット内では彼の信者が多数存在する。本籍・出生地・住所・生年月日は全て不明であり、親族は一人もいない。
宮瀬 久美子
演 - 小雪
竹神に殺された被害者・後藤の婚約者。精神鑑定が争点となった竹神の事件の判決で、マスコミに積極的に竹神の死刑を訴えたことが竹神死刑を決定付けた。婚約者の死のショックから自殺しようとしたのを丹原に止められてから丹原との面識を持ち、丹原から好意を抱かれている。
岸川 誠司
演 - 松重豊
3年前の事件を担当していた刑事。竹神の信者に狙われるやもしれぬ久美子の警護役を買って出るも同じく事件を担当していた津村や高田同様に殺害された。
津村 修介
演 - 神保悟志
北千住署の刑事。階級は警部補。3年前に竹神の事件を担当して竹神を逮捕し、死刑執行時に立ち会う。それから1年後に殺害される。年齢は47歳（1961年10月28日生まれ）。東京都出身。
高田 英一
演 - 福井博章
元北千住署の鑑識官。3年前に竹神の事件を担当したが、津村同様に殺害されてしまう。年齢は35歳（1974年4月21日生まれ）。埼玉県出身。
後藤 秀樹
演 - 平山祐介
竹神が殺害した4人目の被害者とされる。久美子の婚約者で、久美子との待ち合わせ場所に向かう途中で殺害された。
杉山 幸三
演 - 石黒英雄
竹神の信者。竹神を信仰するサイトで書き込みを先導していた。年齢は21歳（1988年4月19日生まれ）。東京都国立市出身、杉並区在住。

#### 第3話
和久井 雅和
演 - 亀梨和也（KAT-TUN）
帝王大学病院の医師。年齢は28歳と若いながらも、難手術を任されたり論文が注目されたりしている優秀な医師でもあり、林田にも尊敬の眼差しを向けられている。慎重な性格で、憶測で物事を語るのを嫌う。
後藤 めぐみ
演 - 相武紗季
帝王大学病院の研修医で和久井の婚約者。日向殺しの犯人として千原を疑うが、“透明人間”に襲われ脳に障害を負ってしまう。
千原医師
演 - 小市慢太郎
帝王大学病院の医師。出世のチャンスを日向によって潰されたことで日向への怨恨を持つ。
荒木 明夫
演 - 平山浩行
医療機器メーカーの営業。
日向 信一
演 - 品川徹
帝王大学病院外科教授。“透明人間”と思しき何者かに殺害される。

#### 第4話-第5話（前半部）
中川 優
演 - 佐藤健
記憶障害を持つピアニスト。年齢は26歳。7年前の脳内出血により脳への障害を負ったことで、新しい出来事を覚えることが出来なくなり、1時間毎にその記憶を忘れていく性質となった。そのため普段はメモを取っているが、自身の感情に関することは作曲した楽譜に表れる。
中川 純
演 - 木村多江
優の姉で被害者・木下庄冶の婚約者。一人暮らしをしている優の世話をしている。
八木 仁
演 - 東儀秀樹
優のピアノの師匠であり世界的な作曲家。
木下 庄治
演 - 貴山侑哉
被害者の弁護士。
西崎 実
演 - デビット伊東（第5話のみ）
連続強盗殺人犯。消息不明だったが5年後、白骨化した状態で見つかった。

#### 第5話（後半部）-第6話
秋吉 かなこ
演 - 仲間由紀恵
殺人事件の容疑者。15年前の誘拐事件の被害者で、その事件以降消息を絶っており、死亡とされていた。豊島区で青山に誘拐され、島根県雲南市で監禁されていた。多重人格者で繊細で気弱な主人格の「かなこ」の他、他者の人格の記憶を受け継いで、復讐のために相手を甚振るような手口でかなこの関係者を殺害していく攻撃的な性格の「俊介」、享楽的な性格で殺害現場でも平然と弁当を完食する豪胆で大食いの「ショウコ」の人格を併せ持つ。人格が異なるたびに服装のテイストも変わっている。年齢は25歳（1984年5月29日生まれ）。東京都豊島区駒込出身。
松下 百合子
演 - 大沢逸美
殺害された都議会議員。15年前は失踪したかなこの担任の教師だった。かなこからの不審者の通報を無視したために彼女が誘拐されたものの、最近になってテレビでかなこ捜査の番組に出演した際にはそのことに対する反省の弁が無かった上、彼女の誘拐をネタに議員になったことで俊介の人格のかなこの怒りを買い、最初の標的にされた。なお、殺される際に保身的な態度を取っていた様子から、テレビで見せていたかなこを案じる様子は嘘だったと思われる。年齢は45歳（1964年2月26日生まれ）。東京都出身。
青山 幸一
演 - 六角慎司
暴力団員。15年前のかなこ誘拐事件の真犯人で、監禁したかなこをいたぶっていた。過去に恐喝や覚醒剤取締法違反などで逮捕歴がある。松下を殺害後、再び島根に戻って来たかなこ（俊介）に殺害される。年齢は37歳（1971年7月27日生まれ）。島根県出雲市出身。
坂本 良子
演 - 吉田羊
殺害された女性。15年前は失踪したかなこの同級生の一人。同窓会では幹事を務めていた。かなこから一緒に帰って欲しいとお願いした際はそのぶりっ子的な態度から拒否したことで彼女が誘拐されたものの、テレビではそのことに対する反省の態度が無かったために、かなこ（俊介）の怒りを買い、同窓会で真っ先に射殺される。なお、殺される直前、再会したかなこに動揺した態度を取っていた様子から、松下同様にかなこを案じていた表向きの態度は嘘だったと思われる。

#### 第7話-第8話
北里 陽介
演 - 上川隆也
警察関係者を狙った事件の実行犯。警察や科警研を挑発し、なおかつ常に先手を行く手口を用い九十九らを翻弄する。17年前の1992年に殺人事件の容疑者として逮捕され、懲役14年の判決を受けて服役した後、2006年に出所した。年齢は43歳（1966年7月1日生まれ）。東京都練馬区東大泉出身。
相沢 義之
演 - 光石研
工事に入っていた鈴木建設の派遣社員。菊池と間違われ、北里に誘拐されてしまう。年齢は46歳（1962年12月20日生まれ）。
尾崎 幸平
演 - 浜田晃
衆議院議員。元警視庁捜査一課・刑事部長。一連の事件の第2の被害者で北里に誘拐される。伸一郎以外の家族は妻（三谷侑未）がいる。北里が真犯人でないことに対して確信していたにもかかわらず、自身のキャリアの保身のために白血病に掛かった北里に伸一郎の血液の輸血を餌に真犯人と認めることを強要した。最終的に北里の冤罪への反省の態度は無く、事件後周囲から批判の対象にされ、議員も辞職する。
尾崎 伸一郎
演 - 鈴木一真
幸平の長男。丹原と林田に父と川瀬の関係について問いただされた際に、嘘をつくと無意識に右斜め上を見るという脳科学に基づいた行動を取る。ギャンブルで多額の借金を抱えている。年齢は41歳（1968年5月10日生まれ）。東京都大田区田園調布出身。かつて白血病に掛かった北里に血液を提供したことがある。
菊池 大二郎
演 - 清水綋治
衆議院議員。元検事という経歴を持つ。見晴第2トンネル開通式に出席中、爆破事件に巻き込まれる。年齢は62歳（1946年9月12日生まれ）。
川瀬 要三
演 - 大林丈史
警察庁副長官。科警研を表彰中に北里に狙撃され瀕死の重傷を負う。その後林田からの説得により、北里の事件に対する真相を全て打ち明け、彼の事件に対する謝罪会見で佐々と共に出席した。その後、責任を取って副長官の職を辞職した。
津田 義一
演 - 山田明郷
元裁判官。年齢は57歳（1951年12月10日生まれ）。東京都出身。
中西 和夫
演 - 林剛史
音楽家。副長官狙撃事件の際、楽器入れを持って犯人が潜伏していたビルを歩いていたところ、犯人と間違えられて拘束された。年齢は27歳（1981年8月27日生まれ）。神奈川県横浜市出身。
ハイジャックの男
演 - 香取慎吾
九十九の乗った飛行機をハイジャックした。爆弾は本物だと嘯くが、しきりに右斜め上を見ていたために、爆弾が偽物だと九十九に見破られる。
演じた香取は次番組『こちら葛飾区亀有公園前派出所』の主役でもあり、最終回放送後、このドラマのテーマソングである「JUMP」をBGMに『こち亀』の予告編が放送された。
なお、『こちら葛飾区亀有公園前派出所』最終話では、木村や平泉がゲスト出演している。

## スタッフ
- 脚本 - 蒔田光治、森下佳子（第2話まで脚本協力）
- 音楽 - 菅野祐悟、井筒昭雄、神坂享輔、MAYUKO
- 演出 - 福澤克雄、平川雄一朗、山室大輔
- テーマソング - ヴァン・ヘイレン「JUMP」
- 音楽プロデュース - 志田博英
- 撮影 - 唐沢悟、坂本将俊、斑目重友
- 照明 - 石田健司、坂田覚、赤羽剛、森紀博、深瀬武、内木隆雅
- 音声 - 内山浩、山羽稔、藤本真人、金澤康雄、仲山一也
- 映像 - 吉岡辰沖
- MA - 山下諒
- CA - 古城正智、横田満洋
- 音楽コーディネーター - 溝口大悟
- 音響効果 - 谷口広紀、稲川壮、山口将史
- 編集 - 朝原正志、尚宝、佐藤夕夏
- VFX - 越智忍
- カラーリスト - 石原泰隆（ソニーPCL）
- CG - 田中浩征、大宮司徳盛、梶哲也、中村淳、赤垣剛、蛯原大和
- スタジオCG(PDトウキョウ) - 谷川高義、赤田恭子、大木珠樹
- 美術プロデューサー - 青木ゆかり
- 美術デザイン - 永田周太郎
- 美術制作 - やすもとたかのぶ、金子靖明
- スタジオ美術 - 鍵和田正樹
- 装置 - 秋山雷太
- 操作 - 高根英樹、鈴木佑介
- 装飾 - 増田豊、田村隆司、牛山範洋、石橋達郎、小野隆
- 美術医療 - 井口浩
- 脳科学監修 - 泰羅雅登（日本大学大学院総合科学研究科・医学部教授）
- 科学捜査指導 - 山崎昭（法科学鑑定研究所所長）
- 警察監修 - 高瀬潔
- 医療指導 - 北原孝雄（北里大学准教授）、布施友里恵
- 特殊メイク - 松井祐一
- 衣装 - 鳥居竜也、池島枝里、高久奈美
- ヘアメイク - 山口亜希子、渡辺珠音
- 持道具 - 安岡京子
- スタイリスト - 大久保篤志、梅原ひさ江
- 建具 - 大崎健一
- 植木 - 宍戸康文
- 生花 - 遠山徹
- イルミネーション - 井上昇、泰一志、菊池勇作
- リサーチ協力 - 日笠由紀
- 警察監修 - 高瀬清
- 編成 - 山田康裕、秤淳一郎
- 宣伝企画 - 秋山真人
- 番組宣伝 - 眞鍋武
- スチール - 渡辺富雄
- インターネット担当 - 岡崎貴子、山内慈照
- 制作担当 - 中川真吾、千葉耕蔵
- 制作主任 - 露崎裕之、佐藤文隆、金杉直子
- 制作進行 - 成宮絵里子、山野寛道、渡辺修、中田喬介
- 車輌 - 奥山武司、土田耕太郎、松本智之、鳥山康治
- 監督補 - 川嶋龍太郎
- 演出補 - 韓哲
- 演出部 - 加藤尚樹、池田克彦、竹下舞、高野綾香
- 演出部応援 - 福島宏介、大内舞子
- 記録 - 福寿香里、井坂尚子
- 番組デスク - 小澤通子
- 空撮 - 酒井隆史
- カースタント - スーパードライバーズ
- 技術協力 - 池田屋
- CG協力 - 東通、オートデスク、エルザジャパン、シロク
- スタジオ - 東宝スタジオ、緑山スタジオ・シティ
- プロデューサー - 石丸彰彦、伊與田英徳
- プロデュース補 - 森一弘、川口舞
- 制作著作 - TBS

## エピソードリスト
| 話数 | エピソードタイトル                                                             | 初回放送日    | 演出       | 視聴率 |
| --- | ------------------------------------------------------------------------------ | ------------- | ---------- | ------ |
| EPISODE 1 | 史上空前の脳科学ミステリー始動!! 変人脳科学者VS連続テロ魔!! 脳を使い瞬間移動!? | 2009年5月23日 | 福澤克雄   | 24.8%  |
| 5年前、仕事から帰る際に事故に遭い、瀕死の重傷を負ったホスト・九十九龍介。現在、右脳が急激に発達し、驚異的な発想力や思考力を手に入れ脳科学者となった九十九は科警研配属初日に、都内で発生した爆発事件の容疑者として拘束される。だが事件の真相を見抜いていた九十九は真犯人を突き止め爆破事件を解決に導いた。そんな中、産業開発省の役人2人が殺害される事件が発生。現場となった被害者宅には被害者の血で描かれた十字のマークが残されていた。テロによる組織的犯行の見解も浮かぶ中、現場に残った指紋から彼らに恨みを抱く一人の男が捜査線上に挙がる。だが、その男は犯行時刻には拘置所にいたという鉄壁のアリバイがあった。                 |                                                                                |               |            |        |
| EPISODE 2 | 変人脳科学者VS蘇る美しき幽霊!! 脳トレで人は蘇る!?                              | 5月30日       | 福澤克雄   | 22.0%  |
| 2008年、快楽殺人者の死刑囚・竹神貞次郎が不吉な言葉を言い残し、死刑執行の下で死亡した。その1年後、竹神の事件を担当した刑事・津村が惨殺される事件が発生。しかし現場には死んだはずの竹神の指紋が残されていた。林田は竹神が幽霊となって生き返ったように見える不可思議な状況の解明に九十九を頼るが、竹神事件を担当した鑑識の高田も同様の状況の中で殺害される。警視庁が竹神の信者の杉山に目星をつける一方、丹原は竹神に殺された男性の婚約者である久美子を気に掛ける。その中で九十九は事件を解く鍵として、竹神の最後の犯行となった4件目の事件に着目する。                                                                               |                                                                                |               |            |        |
| EPISODE 3 | 透明人間が仕掛けた連続殺人!! 脳トレが暴く透明の謎                              | 6月6日        | 平川雄一朗 | 16.3%  |
| 科警研で倒れ、帝王大王病院に運び込まれた九十九。そこで外科教授の日向が殺害される事件が発生。だが犯行現場となった備品倉庫前を映していた監視カメラには犯人はおろか、出入り口が一つしかない扉が独りでに開く映像が映っていた。林田は透明人間の仕業だと思い込み、その説に興味を持った九十九は舟木の協力を得て検証に乗り出す。そんな中、事件に関する証言をしようとした研修医のめぐみが“透明人間”に襲われてしまう。 |                                                                                |               |            |        |
| EPISODE 4 | 変人脳科学者VS天才ピアニスト!! トランプで蘇る白骨死体!?                        | 6月13日       | 山室大輔   | 21.0%  |
| EPISODE 5 | 変人脳科学者VS美しき多重人格者!! 結末は驚愕のアハ体験!? EPISODE 5 前半部       | 6月20日       | 山室大輔   | 18.5%  |
| 弁護士の木下が殺害される事件が発生し、現場のアトリエでピアノを弾いていた記憶障害のピアニストが逮捕される。優の自白ととれるメモが決め手となり、彼の犯行が確定となったが、新しいことを覚えられない彼が殺意を持って犯行を行えるのかを疑念に抱いた丹原は九十九に協力を依頼する。現場で検証に乗り出した九十九はアトリエで4つの音符が書かれた楽譜を発見する。優の犯行ではないと丹原と見解を同じくした九十九は、事件を紐解くため優が忘れ去った記憶の謎に挑む。一方、難波達は発見された白骨死体の身元を割り出す作業に手をつけていて…。                                                                                                   |                                                                                |               |            |        |
| EPISODE 6 | 変人脳科学者VS悲劇の多重人格トリック!! 脳トレは嘘発見器!?                      | 6月27日       | 福澤克雄   | 18.9%  |
| 科警研が都庁の要請で特別セミナーを開催した折、都議会議員が銃殺される事件が発生。現場から採取された指紋とDNAから容疑者として割り出されたのは15年前に失踪した当時10歳の女の子だった秋吉かなこだった。科警研は波越を捜査チームのリーダーに据え、かなこのプロファイリング捜査を開始。だが、九十九は犯行直後にかなこが弁当を食べていたという事実に異様に食いつく。かなこの行動推移の検証の末、かなこが多重人格者だと推理した九十九は「早く捕まえないと大変なことになるかもしれない」とことの重大さを悟る。 |                                                                                |               |            |        |
| EPISODE 7 | 最終章〜変人脳科学者VS最強左脳男!! 脳内に時限爆弾                              | 7月4日        | 山室大輔   | 18.3%  |
| LAST EPISODE | 終幕〜さらば愛しの変人脳科学者!! 最後の脳トレは笑顔活用法                      | 7月11日       | 福澤克雄   | 20.7%  |
| 九十九にアメリカ行きの話が持ち上がる。そんな中、犯罪捜査の進歩に貢献した功績が認められた科警研は表彰しにやってくる警察庁副長官の川瀬を出迎えることになるが、花束贈呈の瞬間、川瀬がライフルで狙撃されてしまう。警察の裏を書こうとする手口を読んだ九十九の助言で狙撃者を捕まえたが、捕まった男は囮にされただけだった。さらに九十九はそれを不適に笑いながら後にする男と邂逅する。狙撃現場には血で描かれた×の印が残されており、それを見た九十九は警察と科警研への挑戦状だと感づき、闘志を燃やす。だが犯人は衆議院議員の尾崎を誘拐して48時間以内に殺すと宣言、さらに第3の犯行も発生する。そして一連の事件に武井の存在が見え隠れする。 |                                                                                |               |            |        |

- 平均視聴率 20.5%（視聴率はビデオリサーチ調べ、関東地区・世帯）

## 関連商品
DVD
MR.BRAIN DVD-BOX（2009年9月30日発売）
書籍
『anan 特別編集 MR.BRAIN presents 美人脳エクササイズ』（2009年5月23日発売）
コラボ商品
『MR.BRAIN 脳トレパン』（2009年5月23日、ヤマザキパンとのコラボ）
ゲーム
『MR.BRAIN -ミスターブレイン-』（2009年5月27日、スクウェア・エニックスよりダウンロード販売開始 ※要500ポイント）
ドラマをモチーフとしたニンテンドーDSiウェア。版権物のゲームとしては珍しく、ドラマの内容は一切使われておらず、タイトルロゴのみのタイアップとなっている。脳トレ系ゲームで、クイックブレイク（判断脳）、ナンバーショット（計算脳）、ジャンパニ（対応脳）と、3つのモードを収録（『チョコボと魔法の絵本 魔女と少女と5人の勇者』に収録されたミニゲームのアレンジ）。